# Апарна Нанчерла

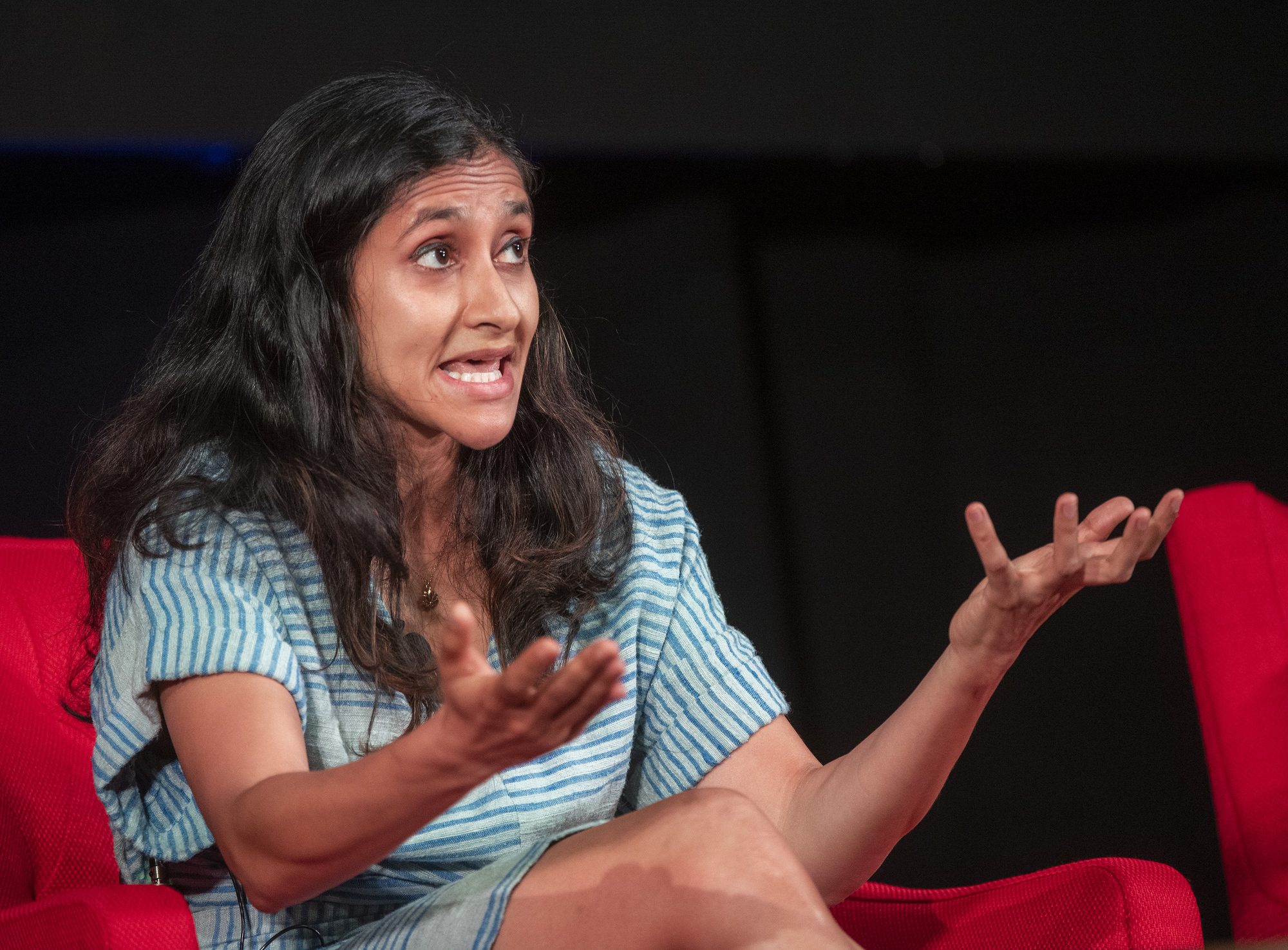
Апарна Нанчерла у Бібліотека і музей Ліндона Бейнза Джонсона, Остін, 2019 рік

Апарна Нанчерла (англ. Aparna Nancherla; 22 серпня 1982) — американська комедіантка та акторка індійського походження. Вона з'являлася у передачі Inside Amy Schumer і писала для шоу Late Night with Seth Meyers та Totally Biased with W. Kamau Bell. Свій дебютний комедійний альбом Just Putting It Out There Нанчерла випустила 8 липня 2016 року на лейблі Тіґ Нотаро Bentzen Ball Records.

## Раннє життя
Апарна Нанчерла народилася у Вашингтоні, округ Колумбія, в індійській родині телугу; її батьки емігрували до Сполучених Штатів із Гайдарабаду у 1970-х роках. У неї є старша сестра Бгавана. Вона виросла за межами Вашингтона, відвідувала природничо-технологічну середню школу імені Томаса Джефферсона в окрузі Ферфакс, штат Вірджинія. Пізніше Нанчерла навчалася в Емгерст-коледжі у Массачусетсі, де вивчала психологію.

## Кар'єра
Після закінчення коледжу вона повернулася до Вашингтона, де розпочала свою стендап-кар'єру. Вслід за роботою Нанчерла переїжджала до Лос-Анджелеса, потім до Нью-Йорка, щоб писати для шоу Totally Biased до його закриття в 2013 році. У 2015 році була штатним автором на шоу Late Night with Seth Meyers.
Авторство Нанчерли вказане також у кількох веб-серіалах, зокрема Your Main Thing з Джоном Ерлі, а також вона створила й зіграла роль у сатиричному порадницькому серіалі Womanhood.
У 2019 році вона з'явилася у Laughing Matters, 30-хвилинному документальному фільмі на YouTube, створеному компанією SoulPancake у співпраці з сайтом Funny or Die, де різноманітні коміки обговорюють психічне здоров'я.

## Фільмографія
| Рік          | Назва                             | Роль                                                                                       | Примітки                                                                                     |
| ------------ | --------------------------------- | ------------------------------------------------------------------------------------------ | -------------------------------------------------------------------------------------------- |
| 2012–2013    | Totally Biased with W. Kamau Bell | себе / різні                                                                               | 9 епізодів; також сценаристка                                                                |
| 2014         | The Chris Gethard Show            | Scrompin Nompin Nompin                                                                     | Епізод: «The Crowd Sourced Character Contest 3»                                              |
| 2015         | The Jim Gaffigan Show             | себе                                                                                       | Епізод: «Go Shorty, It's Your Birthday»                                                      |
| 2016         | Netflix Presents: The Characters  | Aparna                                                                                     | Епізод: «Natasha Rothwell»                                                                   |
| 2016         | Усередині Емі Шумер               | Aparna / Barista                                                                           | 2 епізоди                                                                                    |
| 2016         | Nightcap                          | себе                                                                                       | Епізод: «IBS-ISIS»                                                                           |
| 2017         | Love                              | Lauren                                                                                     | Епізод: «Friends Night Out»                                                                  |
| 2017         | Майстер нічого                    | Stephanie                                                                                  | Епізод: «First Date»                                                                         |
| 2017         | Ginger Snaps                      | Kishy (голос)                                                                              | 6 епізодів                                                                                   |
| 2017         | HarmonQuest                       | Beauflecks DeVrye                                                                          | Епізод: «Bonebreak Village»                                                                  |
| 2017–2019    | Crashing                          | Anaya                                                                                      | 6 епізодів                                                                                   |
| 2017–2020    | Кінь БоДжек                       | Hollyhock Manheim-Mannheim-Guerrero-Robinson-Zilberschlag-Hsung-Fonzerelli-McQuack (голос) | 13 епізодів                                                                                  |
| 2018         | 2 Dope Queens                     |                                                                                            | Епізод: «Hair»                                                                               |
| 2018         | High Maintenance                  | Daria                                                                                      | Епізод: «#goalz»                                                                             |
| 2018         | Animals.                          | Dawn                                                                                       | Епізод: «At a Loss for Words When We Needed Them Most or… The Rise and Fall of GrabBagVille» |
| 2018         | Проста послуга                    | Sona                                                                                       |                                                                                              |
| 2018         | Стівен Юніверс                    | Jades / Nephrite (голос)                                                                   | 2 episodes                                                                                   |
| 2018–2020    | Бургери Боба                      | Susmita (голос)                                                                            | Епізоди: «UFO No You Didn't», «Fast Time Capsules at Wagstaff School», «FOMO You Didn't»     |
| 2018–2020    | Корпорація                        | Grace Ramaswamy                                                                            | 22 епізоди                                                                                   |
| 2019         | You're Not a Monster              | Nia Emissiona (голос)                                                                      | 10 епізодів                                                                                  |
| 2020         | Мітичний квест                    | Michelle                                                                                   | 5 епізодів; також сценаристка та співпродюсерка                                              |
| 2020         | Mira, Royal Detective             | Meena (голос)                                                                              | 4 епізоди                                                                                    |
| 2020         | Космічні сили                     | Pella Bhat                                                                                 | 3 епізоди                                                                                    |
| 2020         | Love Life                         | Naomi                                                                                      | Епізод: «Magnus Lund»                                                                        |
| 2020         | Golden Arm                        | Coco Cherie                                                                                |                                                                                              |
| 2020-2021    | Summer Camp Island                | Oddjobs / Opie (голоси)                                                                    | Епізоди: «Oddjobs» / арка «Betsy and the Ghost»                                              |
| 2021-present | The Ghost and Molly McGee         | Sheela (голос)                                                                             | Повторювана роль                                                                             |
| 2022         | Search Party                      | Dr. Benny Balthazar                                                                        | 5 епізодів                                                                                   |
| 2022         | Fairview                          | Chelsea Hill (голос)                                                                       | Повторювана роль                                                                             |
| 2022         | Lopez vs Lopez                    | Dr. Pocha                                                                                  | Повторювана роль                                                                             |
| 2024         | Без глазурі                       | Unfrosted                                                                                  | Первіс Пендлтон                                                                              |
| 2021-2024    | The Great North                   | Moon (голос)                                                                               | 68 епізодів                                                                                  |

## Праці
- Nancherla, Aparna (28 листопада 2016). Comedian Aparna Nancherla on Having Compassion in the Face of Bigotry. Broadly.

## Дискографія
- Just Putting It Out There (2016) — CD/завантаження